# Kashf
 (septembre 2014).
Si vous disposez d'ouvrages ou d'articles de référence ou si vous connaissez des sites web de qualité traitant du thème abordé ici, merci de compléter l'article en donnant les références utiles à sa vérifiabilité et en les liant à la section « Notes et références ».
Kashf (en arabe : كشف) «dévoilement» est un concept soufi enraciné dans les idéaux gnostiques désignant la connaissance du cœur plutôt que de l'intellect.

## Origine et signification
Dans le contexte soufi, le Kashf (en arabe : كشف) signifie littéralement « dévoilement » ou « révélation ». Il désigne une forme de perception spirituelle ou intuitive qui dépasse les limites de l’intellect rationnel. Ce concept est enraciné dans les traditions gnostiques islamiques, où il est associé à une connaissance intérieure ou à une illumination du cœur (qalb).
Le Kashf ne se produit pas par le biais d’un apprentissage académique ou d’une logique rationnelle, mais par une purification spirituelle, une sincérité dans la quête divine (ikhlās), et une proximité avec Dieu (qurb). Il représente une expérience spirituelle où des vérités divines sont « dévoilées » à l’initié grâce à sa préparation spirituelle et à la grâce divine (baraka).